# Quần vợt tại Đại hội Thể thao Địa Trung Hải 2018
Bản mẫu:Quần vợt tại Đại hội Thể thao Địa Trung Hải 2018
Quần vợt tại Đại hội Thể thao Địa Trung Hải 2018 ở Tarragona diễn ra từ ngày 26 tháng 6 đến ngày 30 tháng 6 tại Câu lạc bộ quần vợt Tarragona. Các vận động viên đã hoàn thành 4 nội dung thi đấu.

## Tóm tắt huy chương

### Danh sách huy chương
| Đơn nam | Lamine Ouahab · Maroc                         | Lucas Catarina · Monaco                                     | Jacopo Berrettini · Ý                                         |  |  |  |
| Đôi nam | Corentin Denolly · và Alexandre Müller · Pháp | Aziz Dougaz · và Anis Ghorbel · Tunisia                     | Sarp Ağabigün · và Anıl Yüksel · Thổ Nhĩ Kỳ                   |  |  |  |
|         |                                               |                                                             |                                                               |  |  |  |
| Đơn nữ  | Başak Eraydın · Thổ Nhĩ Kỳ                    | Fiona Ferro · Pháp                                          | Veronika Erjavec · Slovenia                                   |  |  |  |
| Đôi nữ  | Başak Eraydın · và İpek Öz · Thổ Nhĩ Kỳ       | Nefisa Berberović · và Dea Herdželaš · Bosna và Hercegovina | Marina Bassols Ribera · và Eva Guerrero Álvarez · Tây Ban Nha |  |  |  |

### Bảng xếp hạng huy chương
| Hạng               | Đoàn                 | Vàng | Bạc | Đồng | Tổng số |
| ------------------ | -------------------- | ---- | --- | ---- | ------- |
| 1                  | Thổ Nhĩ Kỳ           | 2    | 0   | 1    | 3       |
| 2                  | Pháp                 | 1    | 1   | 0    | 2       |
| 3                  | Maroc                | 1    | 0   | 0    | 1       |
| 4                  | Tunisia              | 0    | 1   | 0    | 1       |
| 4                  | Monaco               | 0    | 1   | 0    | 1       |
| 4                  | Bosna và Hercegovina | 0    | 1   | 0    | 1       |
| 7                  | Tây Ban Nha          | 0    | 0   | 1    | 1       |
| 7                  | Ý                    | 0    | 0   | 1    | 1       |
| 7                  | Slovenia             | 0    | 0   | 1    | 1       |
| Tổng số (9 đơn vị) | Tổng số (9 đơn vị)   | 4    | 4   | 4    | 12      |